# Worona (rejon kołomyjski)
Worona (ukr. Ворона) – wieś na Ukrainie w rejonie kołomyjskim obwodu iwanofrankiwskiego, położona na brzegu rzeki Worona. Wieś liczy 1638 mieszkańców.
Znajduje się tu przystanek kolejowy Worona, położony na linii Lwów – Czerniowce.

## Historia
W II Rzeczypospolitej miejscowość była początkowo samodzielną gminą jednostkową województwa stanisławowskiego. W 1934 roku weszła w skład zbiorowej gminy Otynia w powiecie tłumackim.  
W latach 1941–1945 nacjonaliści ukraińscy z OUN-UPA zamordowali tutaj 10 Polaków. W 1946 zamordowali także miejscowego księdza greckokatolickiego za przejście na prawosławie.